# 金光石
金光石（：／ Kim Kwang-seok，1964年1月22日—1996年1月6日），已故韓國歌手。1964年1月22日出生于韩国大邱，1987年學生時代即以樂團成員出道，1989年，他發行了他的第一張個人專輯。他的歌曲因其感性的歌詞而廣受歡迎，被譽為韓國歌壇的靈魂人物，又被稱為「唱歌的哲學家」。

## 逝世
1996年1月6日，金光石被發現死在自己的房屋中，脖子上掛著一根繩子。警察認為金光石因憂鬱症自殺，但是他的家人指控這是謀殺案，目前他的真實死因依然有爭議。

## 紀念
在他的出生地大邱市，有一條名為金光石街（김광석길）的道路，是一條長約350米的壁畫街道，街道中包括以金光石作為主題的各種壁畫、特色小舖、咖啡館，並會播放金光石的相關音樂作品。距離金光石街最近的地鐵站慶大醫院站也張貼有許多金光石生前的相關照片。